# Maria Sterre der Zee (Muiderberg)

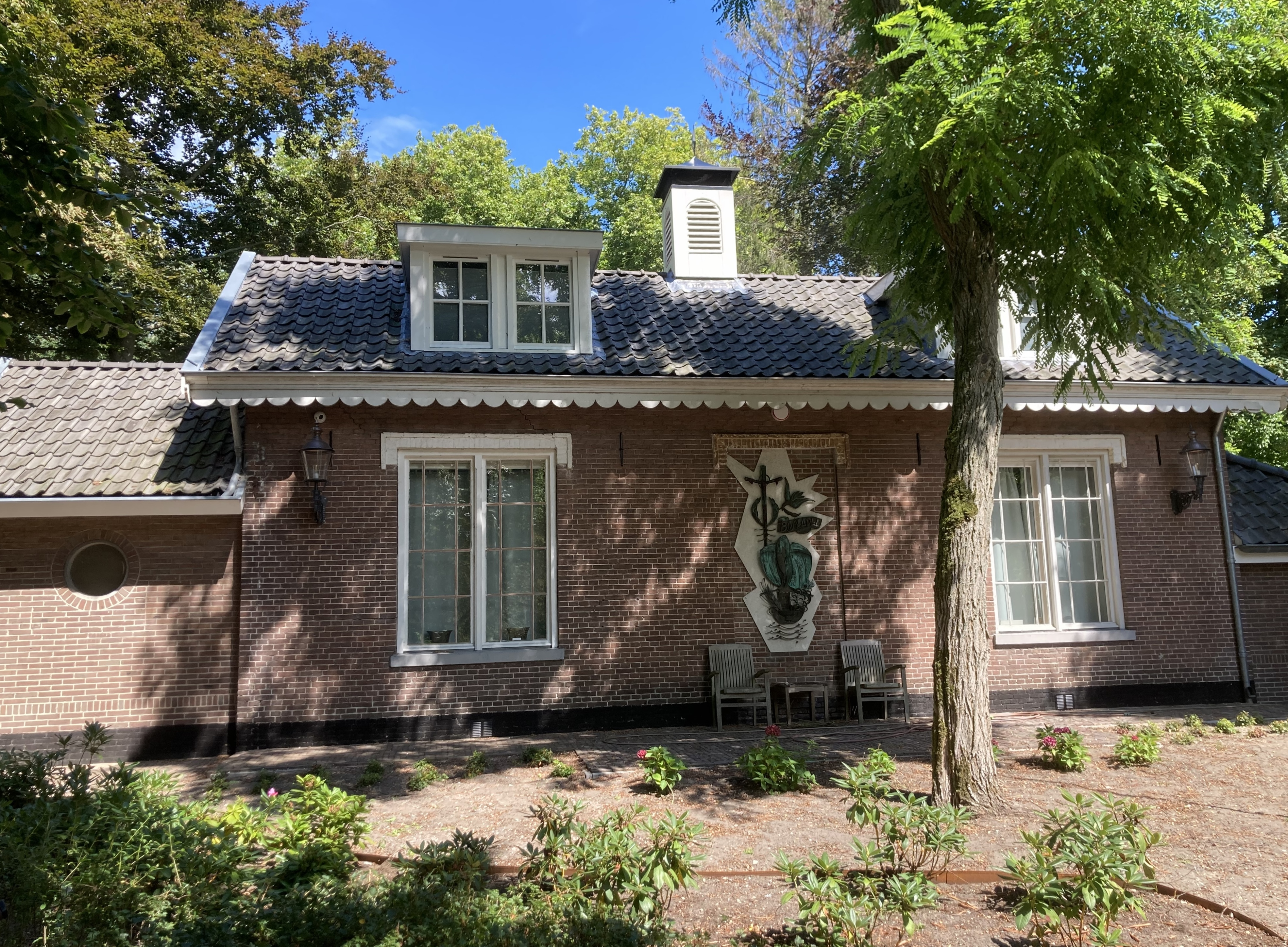
Maria Sterre der Zee (Muiderberg)

De Maria Sterre der Zee is een aan de eredienst onttrokken katholieke kerk in Muiderberg. De kerk staat ook bekend als de Boskapel.
De kapel is gelegen aan de Brink en is gebouwd in traditionalistische stijl. Deze kerk werd opgericht in 1954 en werd in 2012 gesloten waarna het werd omgebouwd tot woonhuis. Acht jaar na de sluiting werd er in 2020 in devotiekapel gebouw dat is geconsacreerd door pastoor Jules Dresmé. Doordeweeks diende de kerkzaal als kleuterklas. Naast de kapel staat een klokkenstoel uit 2004 dat is ingewijd door de toenmalige bisschop Jos Punt. De kapel heeft de status Gemeentelijk monument.